# Хасан Ризвић
Хасан Ризвић (Зеница, СФРЈ 18. јануар 1984) је словеначки кошаркаш. Игра на позицији центра.

## Успеси

### Клупски
- Пивоварна Лашко:
  - Куп Словеније (1): 2004.
- Унион Олимпија:
  - Првенство Словеније (2): 2005/06, 2007/08.
  - Куп Словеније (2): 2006, 2008.
  - Суперкуп Словеније (1): 2005.
- Азовмаш:
  - Првенство Украјине (2): 2008/09, 2009/10.
  - Куп Украјине (1): 2009.
- УНИКС Казањ:
  - Еврокуп (1): 2010/11.

### Репрезентативни
- Европско првенство до 20 година:  2004.